# Чемпионат мира по пляжному гандболу 2006
II чемпионат мира по пляжному гандболу состоялся 15—19 ноября 2006 года в Рио-де-Жанейро, Бразилия (в эти дни прошли как мужские, так и женские соревнования). Оба турнира выиграла сборная Бразилии.

## Мужчины

### Группа A

#### 15 ноября
Испания — Бахрейн 2:0 (15:12, 14:9)

Россия — Испания 0:2 (20:21, 8:12)

Бахрейн — Венгрия 0:2 (11:18, 10:13)

Хорватия — Россия 0:2 (13:20, 14:15)

#### 16 ноября
Венгрия — Хорватия 1:2 (18:21, 18:17, 8:9)

Бахрейн — Россия 2:1 (19:18, 13:20, 4:2)

Венгрия — Россия 2:1 (19:18, 16:20, 9:8)

Хорватия — Испания 2:1 (16:14, 15:22)

#### 17 ноября
Испания — Венгрия 2:0 (19:18, 13:20, 4:2)

Хорватия — Бахрейн 2:0 (22:19, 22:16)
| М | Команда  | Партии | Очки |
| - | -------- | ------ | ---- |
| 1 | Хорватия | 6 — 4  | 6    |
| 2 | Испания  | 7 — 2  | 6    |
| 3 | Венгрия  | 5 — 5  | 4    |
| 4 | Бахрейн  | 2 — 7  | 2    |
| 5 | Россия   | 4 — 6  | 2    |

### Группа B

#### 15 ноября
Доминиканская Республика — Египет 0:2 (7:14, 4:14)

Бразилия — Турция 1:2 (16:14, 14:17, 8:9)

Германия — Доминиканская Республика 2:0 (16:5, 18:13)

Египет — Бразилия 2:0 (12:10, 9:6)

#### 16 ноября
Турция — Германия 2:1 (14:16, 13:12, 10:8)

Турция — Доминиканская Республика 2:0 (16:7, 13:12)

Германия — Египет 1:2 (14:8, 16:17, 6:7)

Бразилия — Доминиканская Республика 2:0 (20:12, 22:6)

#### 17 ноября
Египет — Турция 1:2 (14:10, 14:15, 6:7)

Германия — Бразилия 2:0 (11:10, 15:14)
| М | Команда                  | Партии | Очки |
| - | ------------------------ | ------ | ---- |
| 1 | Турция                   | 8 — 3  | 8    |
| 2 | Египет                   | 7 — 3  | 6    |
| 3 | Германия                 | 6 — 4  | 4    |
| 4 | Бразилия                 | 3 — 6  | 2    |
| 5 | Доминиканская Республика | 0 — 8  | 0    |

### 1/4 финала

#### 17 ноября
Испания — Германия 2:0 (21:12, 16:13)

Турция — Бахрейн 2:0 (12:10, 21:18)

Египет — Венгрия 2:0 (16:12, 13:12)

Хорватия — Бразилия 0:2 (16:20, 16:20)

### Турнир за 5—8-е места

#### 18 ноября
Бахрейн — Германия 2:1 (12:22, 16:4, 8:4)

Хорватия — Венгрия 0:2 (8:19, 17:19)

### Матч за 9-е место

#### 18 ноября
Россия — Доминиканская Республика 2:0 (14:11, 18:17)

### 1/2 финала

#### 18 ноября
Бразилия — Египет 2:1 (10:11, 15:14, 6:2)

Турция — Испания 2:0 (19:18, 18:16)

### Матч за 7-е место

#### 18 ноября
Германия — Хорватия 1:2 (21:14, 14:19, 4:7)

### Матч за 5-е место

#### 18 ноября
Бахрейн — Венгрия 1:2 (12:20, 13:10, 6:7)

### Матч за 3-е место

#### 19 ноября
Египет — Испания 1:2 (15:20, 17:6, 2:6)

### Финал

#### 19 ноября
Бразилия — Турция 2:0 (19:18, 22:16)

### Итоговая таблица
| М  | Команда                  |
| -- | ------------------------ |
|    | Бразилия                 |
|    | Турция                   |
|    | Испания                  |
| 4  | Египет                   |
| 5  | Венгрия                  |
| 6  | Бахрейн                  |
| 7  | Хорватия                 |
| 8  | Германия                 |
| 9  | Россия                   |
| 10 | Доминиканская Республика |

## Женщины

### Группа A

#### 15 ноября
Германия — Италия 2:0 (14:9, 9:2)

Венгрия — Доминиканская Республика 2:0 (19:7, 11:7)

Италия — Хорватия 2:1 (5:12, 14:11, 6:5)

Доминиканская Республика — Германия 0:2 (8:18, 9:24)

#### 16 ноября
Хорватия — Венгрия 0:2 (5:11, 15:16)

Хорватия — Доминиканская Республика 2:0 (11:4, 19:4)

Венгрия — Германия 0:2 (8:12, 14:15)

Италия — Доминиканская Республика 2:0 (12:8, 15:3)

#### 17 ноября
Германия — Хорватия 2:1 (16:17, 12:8, 7:4)

Венгрия — Италия 2:0 (17:11, 10:6)
| М | Команда                  | Партии | Очки |
| - | ------------------------ | ------ | ---- |
| 1 | Германия                 | 8 — 1  | 8    |
| 2 | Венгрия                  | 6 — 2  | 6    |
| 3 | Италия                   | 4 — 5  | 4    |
| 4 | Хорватия                 | 4 — 6  | 2    |
| 5 | Доминиканская Республика | 0 — 8  | 0    |

### Группа B

#### 15 ноября
Россия — Болгария 2:0 (8:4, 13:9)

Уругвай — Россия 1:2 (6:17, 11:10, 2:6)

Болгария — Турция 2:0 (13:11, 9:8)

Бразилия — Уругвай 2:0 (13:5, 12:6)

#### 16 ноября
Турция — Уругвай 2:0 (15:12, 14:4)

Бразилия — Россия 2:0 (11:9, 17:16)

Болгария — Уругвай 2:0 (13:7, 11:10)

Турция — Бразилия 0:2 (9:14, 13:14)

#### 17 ноября
Бразилия — Болгария 2:0 (14:7, 15:9)

Россия — Турция 2:0 (17:14, 14:12)
| М | Команда  | Партии | Очки |
| - | -------- | ------ | ---- |
| 1 | Бразилия | 8 — 0  | 8    |
| 2 | Россия   | 6 — 3  | 6    |
| 3 | Болгария | 4 — 4  | 4    |
| 4 | Турция   | 2 — 6  | 2    |
| 5 | Уругвай  | 1 — 8  | 0    |

### 1/4 финала

#### 17 ноября
Венгрия — Болгария 1:2 (12:14, 11:9, 6:7)

Германия — Турция 2:0 (11:10, 22:16)

Бразилия — Хорватия 2:1 (12:17, 11:4, 8:6)

Россия — Италия 2:0 (18:6, 18:8)

### Турнир за 5—8-е места

#### 18 ноября
Хорватия — Венгрия 2:1 (13:17, 12:6, 10:7)

Турция — Италия 2:0 (18:17, 15:12)

### Матч за 9-е место

#### 18 ноября
Доминиканская Республика — Уругвай 0:2 (9:13, 5:16)

### 1/2 финала

#### 18 ноября
Германия — Россия 2:0 (18:6, 21:17)

Бразилия — Болгария 2:1 (16:14, 8:10, 8:2)

### Матч за 7-е место

#### 18 ноября
Венгрия — Италия 2:0 (16:4, 18:16)

### Матч за 5-е место

#### 18 ноября
Хорватия — Турция 1:2 (8:13, 14:12, 10:11)

### Матч за 3-е место

#### 19 ноября
Россия — Болгария 2:0 (13:8, 15:9)
Сборная России под руководством Сергея Белицкого (главный тренер) и Владимира Кияшко (помощник) стала третьей. По словам Белицкого, третье место — «неплохой результат» для команды, которая приехала на чемпионат мира «в очень обновлённом составе». В частности, в команде не было Натальи Евтуховой — чемпионки мира 2004 года, которая была на том чемпионате лидером российской сборной и в финале стала самым результативным игроком в её составе, принеся команде 12 очков из набранных двадцати пяти.
Кроме того, сборная России добиралась на чемпионат долго и постоянно сталкиваясь с трудностями: из Краснодара в Москву на поезде, затем из Москвы в Рио-де-Жанейро — на самолёте с пересадкой в Париже. Самолёт из Москвы вылетел в Париж после четырёхчасовой задержки; в результате команда опоздала на пересадку и ей пришлось задержаться во французской столице почти на сутки в ожидании следующего рейса, причём таможенники по неизвестной причине отказали Оксане Шевелёвой и Наталье Тормозовой во временной визе и вынудили их ночевать, а затем проводить часть дня в ожидании самолёта в аэропорту, в помещении с эскалатором для выдачи багажа, где не было даже стульев. По прибытии в Рио-де-Жанейро оказалось, что часть багажа с приготовленной для чемпионата формой команды осталась в Париже, и сборная, проведшая три дня почти без сна и ещё четыре часа дожидавшаяся, пока её встретят в аэропорту Рио-де-Жанейро, собственными силами перешивала себе форму из старого комплекта за несколько часов до первого матча. Уже в ходе группового турнира неизвестный мужчина ограбил на улице Ирину Свеколкину, когда команда направлялась на матч мужской сборной.

### Финал

#### 19 ноября
Германия — Бразилия 0:2 (18:20, 12:16)
Чемпионом мира стала сборная Бразилии, которую Владимир Кияшко ещё после предыдущего чемпионата, где эта команда заняла шестое место, назвал «самой перспективной командой в мировом пляжном гандболе» и подчеркнул, что «её лучшее время не за горами».

### Итоговая таблица
| М  | Команда                  |
| -- | ------------------------ |
|    | Бразилия                 |
|    | Германия                 |
|    | Россия                   |
| 4  | Болгария                 |
| 5  | Турция                   |
| 6  | Хорватия                 |
| 7  | Венгрия                  |
| 8  | Италия                   |
| 9  | Уругвай                  |
| 10 | Доминиканская Республика |